# Landinrichtingswet
De Landinrichtingswet (LIW) is een Nederlandse wet die de wettelijke kaders voor het afstemmen van de landinrichting op de doelen uit de Ruimtelijke Ordening voor dat gebied vastlegde. De Landinrichtingswet trad in 1985 in werking en verving de Ruilverkavelingswet uit 1954 die zich slechts focuste op agrarische (land-, tuin- en bosbouw) belangen. Met de nieuwe Landinrichtingswet kwam er meer ruimte om aandacht te schenken aan natuur en landschap. De Landinrichtingswet werd in 2007 vervangen door de Wet inrichting landelijk gebied (WILG).
Voor introductie van de wet verschenen tussen 1975 en 1977 verschillende nota's omtrent de gewenste integrale inrichting van het landelijke gebied. Uiteindelijk zag de Landinrichtingswet het levenslicht in 1985. Het doel om het agrarische belang te dienen, zoals in de Ruilverkavelingswet, werd verruimd om onder meer het belang te dienen van
- land-, tuin- en bosbouw
- natuur en landschap
- infrastructuur (verkeersinfrastructuur en waterbeheer)
- openluchtrecreatie
- cultuurhistorie

Ondanks dat de LIW in 1985 in werking trad vonden er na die tijd nog ruilverkavelingen volgens de Ruilverkavelingswet plaats. Dit had te maken met het langdurige proces van een ruilverkaveling (dat kon wel twintig jaar duren). Ruilverkavelingen die voor 1985 werden aangevraagd, werden dus voltooid volgens de toenmalige wet.
Naast de traditionele ruilverkaveling en ruilverkaveling bij overeenkomst, zoals men die kende uit de Ruilverkavelingswet uit 1954, werden er met het LIW twee nieuwe vormen van landinrichting geïntroduceerd: herinrichting en aanpassingsinrichting. Bij elke vorm van landinrichting speelde het ruilmechanisme een centrale rol. Er waren echter grote verschillen met de traditionele ruilverkaveling, aangezien nu onteigening (binnen de herinrichting) mogelijk was.

## Beperkingen Ruilverkavelingswet (1954)
De eerste Ruilverkavelingswet trad in 1924 in werking. Het doel van de wet lag op individueel belang, namelijk het verhogen van het inkomen van de agrariërs (middels productie en productiviteit verhoging). In de wetswijziging erna veranderde het het doel naar het collectieve belang, namelijk het verhogen van de welvaart in de regionale landbouw (middels schaalvergroting). Daarna kwam de aandacht meer te liggen op de niet-agrarische belangen, zoals die van natuur en landschap. Door de inwerkingtreding van de Ruilverkavelingswet van 1954 was het mogelijk geworden om een gedeelte van het land te gebruiken voor algemeen nut. Vanaf 1965 kon de (provinciale) overheid, door inwerkingtreding van de Wet op de Ruimtelijke Ordening, invloed uitoefenen op de inrichting van het landelijk gebied. Op dat moment begonnen de beperkingen van de Ruilverkavelingswet zich nog scherper af te tekenen. Zo bleef de beslissing voor het al dan niet door laten gaan van de ruilverkaveling in handen van grondeigenaren en -gebruikers. Een onwenselijk situatie als het algemene belang het belang van de grondeigenaren en -gebruikers oversteeg. Daarnaast was de mogelijkheid om maximaal 5% van de ingebrachte waarde toe te wijzen aan openbare lichamen soms onvoldoende. Ook beperkte de wet zich tot het toewijzen van wegen en waterlopen aan openbare lichamen. Het was dus niet mogelijk natuurgebieden, landschappelijke-, cultuurhistorische- en recreatiegebieden aan openbare lichamen of rechtspersonen toe te wijzen.
Omdat men niet voldoende met de Ruilverkavelingswet uit de voeten kon werden er regionale wetten aangenomen. Bijvoorbeeld de Reconstructiewet Midden-Delfland uit 1977, die moest helpen de door verstedelijking veroorzaakte problemen op te lossen. In 1979 trad de Herinrichtingswet Oost Groningen en de Gronings-Drentse Veenkoloniën met als doel 'de bevordering van een goed woon- en werkklimaat en de economische en maatschappelijke ontwikkeling van het gebied'.

## Procedures bij herinrichting en ruilverkaveling
De procedure om tot herinrichting of ruilverkaveling in een gebied over te gaan kent verschillende stappen
1. Initiatief
2. Passieve voorbereiding
3. Actieve voorbereiding
4. Uitvoering

### Initiatief
Waar voorheen alleen eigenaren en de betreffende minister (op dat moment Minister van Landbouw en Visserij) om een ruilverkaveling konden vragen, bood de LIW een breder scala van personen de mogelijkheid een verzoek tot landinrichting in te dienen. Nog steeds hadden de betreffende minister en natuurlijke- en rechtspersonen, met gezamenlijk minstens 30% van het oppervlak in gebruik of eigendom, de mogelijkheid om een land(her)inrichting aan te vragen. Daar kwamen nu ook de provincie, gemeenten, waterschappen en verenigingen of stichtingen die landinrichtingsbelangen behartigen bij.
Het verzoek werd vervolgens beoordeeld door het Centrale Landinrichtingscommissie (CLC). Zij gaf, binnen twee jaar na indienen van het initiatief, onder andere advies over de wenselijkheid van aangevraagde landinrichting, de vorm waarin het project zou moeten worden uitgevoerd en welke wijze van voorbereiding zij voorstaat.

### Passieve voorbereiding
Niet elke initiatief werd direct, na positief advies van het CLC, tot uitvoer gebracht. Voordat een initiatief in de actieve voorbereiding terecht kwam moest het Voorbereidingsschema Landinrichting geplaatst worden. Eigenlijk was dit een formalisering van het Meerjarenplan voor de Ruilverkaveling dat in het leven geroepen was om de grote hoeveelheid aanvragen te kunnen verwerken en de kosten per jaar te beperken. Het voorbereidingsschema werd jaarlijkse gemaakt door het betreffende ministerie, op basis van voorstellen van de Provinciale Staten. De Provinciale Staten dienden op hun beurt rekening te houden met het advies van het CLC. Zodra het voorbereidingsschema was vastgesteld benoemden de Gedeputeerde Staten een landinrichtingscommissie die het project moest voorbereiden en uitvoeren.

### Actieve voorbereiding
De daadwerkelijke voorbereiding van het project kon plaats gefaseerd of versimpeld plaats vinden. De gefaseerde voorbereiding bestond uit een programmafase en planfase. In de versimpelde voorbereiding was er enkel sprake van een planfase. Deze laatste vorm van voorbereiding werd geïntroduceerd omdat in sommige gebieden, gezien de aard en problematiek, de gefaseerde voorbereiding een onnodig zwaar en langdurig proces als gevolg zou hebben.

#### Programmafase
In deze fase werd het landinrichtingsprogramma (kortweg programma) opgesteld. Dit is een globaal rapport wat onder andere bevat:
- de zo nauwkeurig mogelijk bepaalde grenzen van het in te richten gebied
- een beschrijving van de bestaande toestand
- de nadere uitwerking van de uitgangspunten en de doeleinden van herinrichting of ruilverkaveling
- de aanduiding en de ruimtelijke aspecten van de te treffen maatregelen en voorzieningen
- aanduidingen inzake de grondverwerving
- effect van de maatregelen en voorzieningen op de werkgelegenheid, de leef- en werkomstandigheden, de natuur en het landschap en de gesteldheid van water, bodem en lucht
- een voorlopige raming van de kosten en de voorgestelde verdeling daarvan

Het programma werd opgesteld in overleg met onder andere betrokken gemeente en waterschappen. De Provinciale Staten namen vervolgens tot herinrichting of het besluit tot stemming (onder verantwoordelijkheid van gedeputeerde staten) over ruilverkaveling.

#### Planfase
Het landinrichtingsprogramma vormt vervolgens de basis voor het landinrichtingsplan (kortweg plan). In het plan kwamen alle elementen van het (landinrichtings)programma terug. Het is een nadere concretisering van het programma. Bijvoorbeeld met betrekking tot maatregelen en voorzieningen wordt nader uitgewerkt wat dat zal bevatten. Bijvoorbeeld hoe het stelsel van wegen, waterlopen, dijken en kaden met de daarbij behorende kunstwerken worden gewijzigd. Ook geeft het nadere uitwerking aan het veiligstelling, aanleg en ontwikkeling van gebieden voor natuur- en landschapsbehoud en elementen van landschappelijke, recreatieve, cultuurhistorische en natuurwetenschappelijke waarde.
Naast nadere en concretere uitwerking van het programma bevat het ook gedetailleerde kaart(en) met de wijzigingen. Ook worden de grenzen van beheersgebieden en reservaten nauwkeurig aangegeven en eigendommen met betrekking tot objecten van algemeen nut bepaald. Denk hierbij aan het bepalen van eigendom voor openbare wegen, dijken, waterlopen, openbaar onroerend goed en elementen van landschappelijke, recreatieve, cultuurhistorische en natuurwetenschappelijke waarde.

### Uitvoering
Net als bij eerdere Ruilverkavelingswetten werd tijdens de uitvoer een Lijst van Belanghebbenden gemaakt, een inventarisatie van de eigendoms- en gebruikssituatie. Eveneens net als eerdere wetgeving werd er een eerste inschatting gemaakt van de waarde (op basis van perceelsvorm, vruchtbaarheid en ontsluiting) van de ingebrachte percelen voordat er aan ruilverkaveling begonnen werd. Daarnaast inventariseerde men de gewenste veranderingen en maakte daaruit een Plan van Toedeling.
Nieuw binnen de landinrichtingswet is het opmaken van een Begrenzingsplan, dat feitelijk een inventarisatie was van gronden die niet meededen met de ruiling van kavels. Hierbij kan gedacht worden aan (bestaande) wegen, waterlopen en dijken. Ook gebieden van belang uit natuur- en landschapsbehoud en elementen van landschappelijke, recreatieve, cultuurhistorische of natuurwetenschappelijke waarde konden in dit begrenzingsplan opgenomen worden. Bij het opmaken van het Plan van Toedeling moest uitdrukkelijk rekening worden gehouden met de veilig te stellen dergelijke natuur en landschappelijke waarden. Als gevolg hiervan probeerde men de nieuwe (binnen en buiten) grenzen van percelen zoveel mogelijk samen te laten vallen met bestaande landschappelijke elementen (bijvoorbeeld houtwallen).
De Landinrichtingswet borduurde voort op het tijdelijk gebruik principe uit eerder wetgeving. Het tijdelijk gebruik was in de Ruilverkavelingswet nog beperkt tot het tijdelijk gebruik ten behoeve van het uitvoeren van veranderingen aan wegen en waterlopen. Met de nieuwe wet was het mogelijk grond in (tijdelijk) gebruik te geven voor realiseren van agrarische (zoals boerdrijverplaatsing), natuur en landschap voorzieningen. Daarnaast konden reeds ingerichte kavels in vroegtijdig gebruik genomen worden. Dit Plan van Tijdelijk Gebruik kende en lichtere procedure dan het Plan van Toedeling. Zo was de bezwarenprocedure beperkt tot de Landinrichtingscommissie en de rechter-commissaris, dus geen rechtbank.
Als alle veranderingen uitgevoerd waren werd de nieuwe verkaveling juridisch beklonken met in een notariële Akte van Toedeling en inschrijving in de openbare registers van het Kadaster. Hierna volgde een tweede schatting van de perceelswaarde. Onder andere het verschil tussen de eerste en tweede schatting werd gebruikt voor het opmaken van Lijst der Geldelijke Regelingen. Deze lijst liet zien hoeveel iedereen moest betalen.